# Юсифинежад, Асгар
Асгар Юсифинежад (перс. اصغر یوسفی‌نژاد‎; 1969 — 13 сентября 2022, Тебриз) — иранский режиссёр, сценарист и кинокритик. Стал известен благодаря своим фильмам «Ев» и «Голчак» на азербайджанском языке.
Фильм «Ев» стал первым на азербайджанском языке, принимавшим участие в Международном кинофестивале «Фаджр» с 2004 по 2017 год.

## Биография
Окончил Иранский университет радио и телевидения в Тегеране. С 1989 года работал режиссёром, сценаристом и продюсером.
В сентябре 2022 года его доставили в больницу из-за кровоизлияния в мозг, позже прооперировали. Скончался от последствий инсульта утром 13 сентября. На следующий день был похоронен на кладбище Долина милосердия в Тебризе.

## Творчество
В 2016 году выпустил фильм «Ев», съемки прошли в Тебризе. Показанная с персидскими субтитрами картина, получила награду СПАК, а также награды Симург Заррин и Симин за лучший сценарию и лучший фильм на 35-й церемонии кинофестиваля «Фаджр». В мае 2018 года был удостоен «Специального приза жюри» на Международном кинофестивале в Трансильвании (Румыния).
В 2020 году выпустил фильм «Голчак» на азербайджанском языке. Картина не вошла в программу 40-го кинофестиваля «Фаджр». Иранский кинорежиссёр Бехруз Афками заявил, что, хотя фильм «Голчак» впечатляет, он не будет участвовать в фестивале «Фаджр», поскольку снят на турецком языке. В апреле 2023 года творческий коллектив фильма «Колчак» был награждён на 42-м «Стамбульском кинофестивале». Первый показ ленты в кинотеатре состоялся в Турции в 2023 году после смерти режиссёра. 25 марта 2024 года фильм был показан в кинотеатре Тебриза.